# Macedoński Kościół Prawosławny
Macedoński Kościół Prawosławny – Arcybiskupstwo Ochrydzkie – kanoniczny autokefaliczny Kościół prawosławny, obejmujący swoją jurysdykcją terytorium Macedonii Północnej.
Funkcjonował od 1958 jako autonomiczny Kościół w jurysdykcji Serbskiego Kościoła Prawosławnego. W 1967 r. ogłosił jednostronnie autokefalię, przez co był od tego momentu uważany przez wszystkie kanoniczne Kościoły prawosławne za niekanoniczny.
9 maja 2022 r. Patriarchat Konstantynopolitański uznał Macedoński Kościół Prawosławny za kanoniczny, autonomiczny Kościół lokalny. W tym samym miesiącu Serbski Kościół Prawosławny wznowił kontakty i łączność eucharystyczną z Cerkwią macedońską, ponownie uznając ją za kanoniczną Cerkiew autonomiczną. 5 czerwca 2022 r. Serbski Kościół Prawosławny udzielił Cerkwi macedońskiej autokefalii.

## Historia

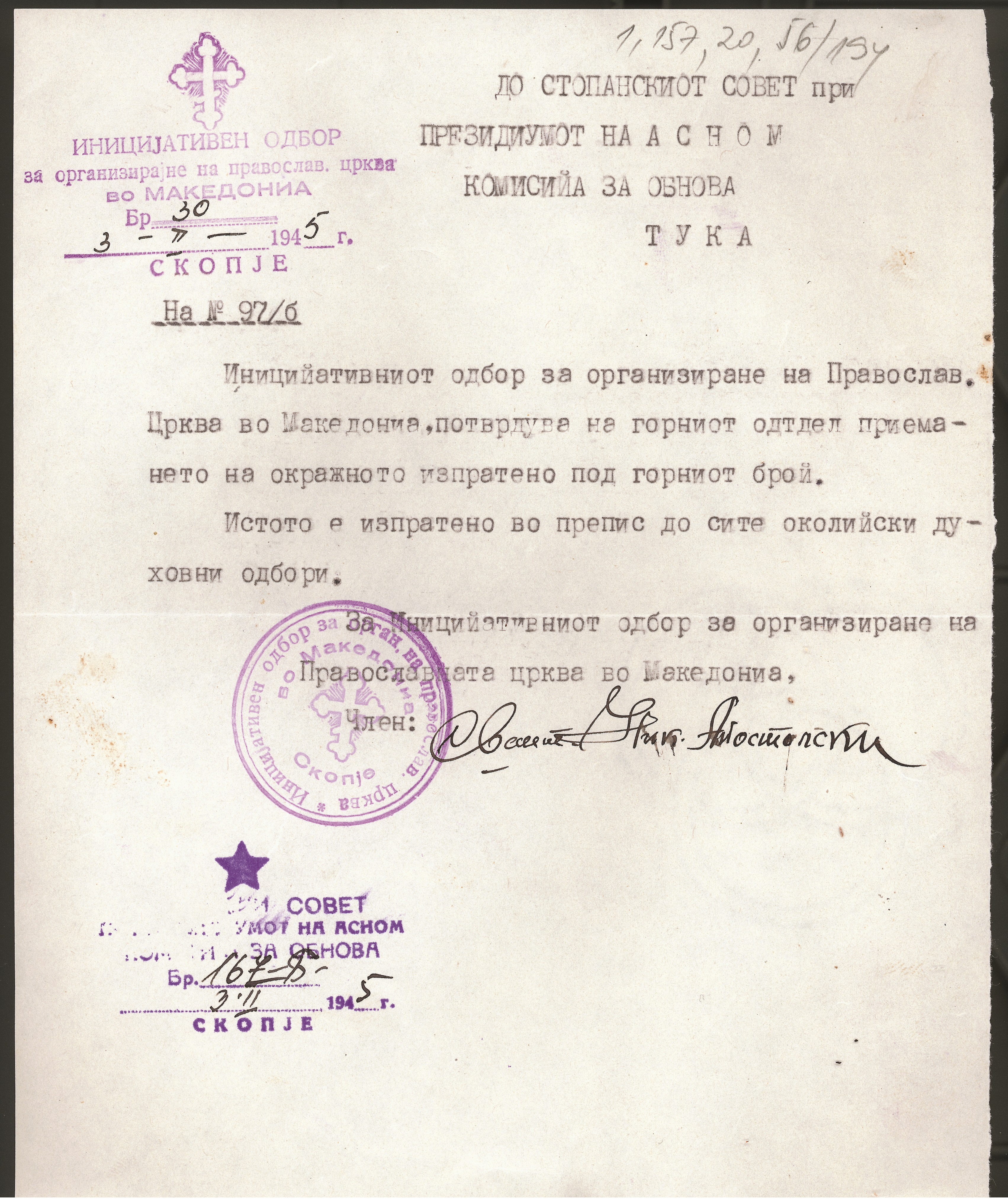
Pismo zarządu inicjatywy skierowane do Prezydium ASNOM, z prośbą o zorganizowanie niezależnej macedońskiej cerkwi, luty 1945

Powstanie Kościoła było związane z działaniami władz Jugosławii po 1945, popierającymi dążenia części prawosławnego duchowieństwa i wiernych narodowości macedońskiej do powołania autokefalicznego Kościoła, niezależnego od patriarchatu Serbii, nawiązującego do wczesnośredniowiecznych tradycji metropolii Ochrydy. W 1958 Kościelny i Narodowy Sobór, w którym wzięło udział 220 delegatów zarówno kleru, jak i świeckich, ogłosił odnowienie tejże metropolii w postaci autonomicznego Macedońskiego Kościoła Prawosławnego. Ten sam sobór powołał do życia trzy nowe eparchie oraz wybrał ich zwierzchników (łącznie nowa struktura miała dzielić się na 4 eparchie). W końcowej uchwale sobór zapewniał o pozostaniu w łączności z Serbskim Kościołem Prawosławnym i uznaniu zwierzchnictwa patriarchy serbskiego. W czerwcu roku następnego, mimo zastrzeżeń co do kanoniczności soboru (obecność tylko 1 biskupa w momencie jego otwarcia), Serbski Kościół Prawosławny zadeklarował aprobatę wobec jego postanowień. Ponadto biskupi serbscy zgodzili się na wyświęcenie kolejnych 3 biskupów.
Już jesienią 1966 zwierzchnik Macedońskiego Kościoła Prawosławnego arcybiskup Dosyteusz II wystąpił do patriarchy Serbii o nadanie Kościołowi Macedońskiemu autokefalii, która to prośba została odrzucona w maju następnego roku. Wobec odmowy patriarchy Serbii Kościół Macedoński postanowił ogłosić niezależność jednostronnie, mając cały czas wsparcie władz państwowych. W czasie synodu w dniach 17-19 lipca 1967 w Ochrydzie Święty Synod Kościoła ogłosił autonomiczny Kościół Macedonii Kościołem autokefalicznym z metropolitą Ochrydy i całej Macedonii jako zwierzchnikiem. Decyzje Synodu Serbski Kościół Prawosławny uznał za nieważne. We wrześniu 1967 ogłosił Macedoński Kościół Prawosławny za niekanoniczną strukturę, wykluczając z Kościoła wszystkich jej hierarchów, nie rozciągając jednak tej decyzji na wiernych. Po uzyskaniu niepodległości przez Macedonię władze państwowe w dalszym ciągu popierają autokefalię Kościoła. Nie została ona jednak uznana przez żaden kanoniczny Kościół prawosławny. Było to rezultatem wpływów znacznie większego i silniejszego Serbskiego Kościoła Prawosławnego.
Po 1992 zostały podjęte rozmowy pomiędzy Macedońskim Kościołem Prawosławnym a Serbskim Kościołem Prawosławnym w sprawie ewentualnego zjednoczenia, do którego ostatecznie nie doszło. Przyjęcia Kościoła Macedońskiego pod swoją jurysdykcję odmówił również patriarcha Konstantynopola. Kanoniczne Kościoły uważają za legalną strukturę prawosławną działającą w Macedonii działające od 2002 Prawosławne arcybiskupstwo Ochrydzkie. Obecnie liczbę wiernych Kościoła szacuje się na ok. 1 200 000 osób. Poza Macedonią Kościół posiada parafie w Australii i Stanach Zjednoczonych.
W 2006 odznaczony Orderem Republiki Macedonii.
13 grudnia 2009 przedstawiciele Kościoła zadeklarowali, że zgodziliby się na powrót w jurysdykcję patriarchy Serbii jako Kościół autonomiczny, co oznaczałoby przywrócenie kanoniczności Kościoła przy rezygnacji z jego autokefalii.
W związku ze zwolnieniem z więzienia arcybiskupa Jana (Wraniszkowskiego) (zwierzchnika Prawosławnego arcybiskupstwa Ochrydzkiego), na posiedzeniu Świętego Soboru Biskupów Serbskiego Kościoła Prawosławnego (maj 2015) postanowiono przywrócić dialog z Macedońskim Kościołem Prawosławnym, mający na celu zjednoczenie obu struktur.
W 2022 r. Patriarchat Konstantynopolitański ogłosił uznanie Macedońskiego Kościoła Prawosławnego za kanoniczną strukturę autonomiczną. W tym samym miesiącu Serbski Kościół Prawosławny wznowił kontakty i łączność eucharystyczną z Cerkwią macedońską, ponownie uznając ją za kanoniczną Cerkiew autonomiczną. Natomiast 5 czerwca 2022 r. Serbski Kościół Prawosławny ogłosił uznanie Cerkwi macedońskiej za autokefaliczną.

## Podział administracyjny i hierarchia
Macedoński Kościół Prawosławny dzieli się na następujące eparchie:
- Eparchia skopska, zwierzchnik: arcybiskup Stefan (Welanowski), równocześnie zwierzchnik całego Kościoła
- Eparchia prespansko-pelagonijska, zwierzchnik: metropolita Piotr (Karewski)
- Eparchia debarsko-kiczewska, zwierzchnik: metropolita Tymoteusz (Jowanowski)
- Eparchia strumicka, zwierzchnik: metropolita Naum (Ilijewski)
- Eparchia powardarska, zwierzchnik: metropolita Agatangel (Stankowski)
- Eparchia bregalnicka, zwierzchnik: metropolita Hilarion (Serafimowski)
- Eparchia tetowsko-gostiwarska, zwierzchnik: metropolita Józef
- Eparchia kumanowsko-osogowska, zwierzchnik: metropolita Józef
- Eparchia amerykańsko-kanadyjska, zwierzchnik: metropolita Metody
- Eparchia europejska, zwierzchnik: metropolita Pimen (Ilijewski)
- Eparchia australijsko-nowozelandzka, zwierzchnik: vacat[7]